# Cycle (banda)
Cycle es un grupo de música de electropop anglo-español compuesto por el cantante Luke Donovan, la cantante Cynthia Lund, el guitarrista Juanjo Reig y el productor David Kano.

## Historia
Cycle comenzó como un proyecto de David Kano en solitario, posteriormente conoció a Luke Donovan (nacido en Inglaterra y criado en Nueva Zelanda) en diversas fiestas de amigos comunes y participaron juntos en la música de un anuncio publicitario. Tras esa colaboración el inglés se integró en el proyecto y comenzaron a colaborar como Donovan & Cycle en diferentes clubs y festivales.
Por otro lado, La China Patino fue compañera de clase y amiga años antes en el Colegio Cumbre, en Madrid. Este la invitó a grabar coros para varios temas de la maqueta, y al ver que las canciones funcionaban, decidió incluirla en la incipiente formación.
David Kano acababa de crear Rec Division Studios, situados en la Plaza de Dos de Mayo, en el popular barrio de Malasaña junto a Carlos Calderón, compañero de cuando estudiaban técnico superior de sonido en CES. Un día le propuso hacer unas grabaciones de guitarras para algunos de los temas y al ver que entre los cuatro componentes las canciones funcionaban, la formación quedó cerrada como Cycle.
A finales de 2004, Kano presentó 4 temas iniciales a Diego Torán (de la multinacional EMI) donde editaron el sencillo Perfect Pervert a propósito de la actuación de éstos en el desfile de la nueva colección del diseñador español Roberto Torreta en la Pasarela Cibeles. El desfile-concierto fue un éxito y el grupo se empezó a conocer fuera del circuito underground de donde salió inicialmente.
La banda firmó la gestión editorial y regalías con Joe Pérez de Clippers Editorial y él concertó una presentación en Hard Rock Café de Madrid, donde se invitó a la plana mayor de Subterfuge Records, discográfica independiente madrileña. Muy interesados en la banda, se organiza una segunda actuación en la sala Imperio Pop, a la que asisten todos los departamentos de la compañía. Al día siguiente Cycle tenía su oferta y su contrato encima de la mesa.
El álbum salió el 1 de marzo de 2005, y lo que empezó en un terreno underground, gracias al boca a boca popular el grupo se posicionó como abanderados de una nueva corriente electrónica o electro-rock, como se denominó entonces.
La enorme acogida entre el público y la popularidad creciente de algunos de los temas como «Confusion!!!» o «Mechanical», incitaron al estudio a reeditar el álbum un año después y lanzar un disco especial de remezclas.
Entre 2005 y 2007 la banda hace más de 300 conciertos por toda la geografía nacional, incluyendo todos los festivales de primera línea, Sonar, FIB, Sonorama, BBK Live, etc, así como diferentes ciudades fuera de España como Tokio, Milán, Berlín, Toulouse, etc.
La banda conoce al técnico y músico Juanjo Reig en un festival en Villena y comienza trabajar con el grupo como técnico de PA.
Cycle recibe el prestigioso premio Ojo Crítico por su álbum Weak on the Rocks, Radio Nacional de España.
A finales de 2007, Luke, el vocalista decide cambiar el rumbo de su vida, abandona la banda y se va a vivir a Nepal. El grupo decide buscar un cantante para terminar los contratos pendientes. Entra Zíclope y con él, terminan los últimos conciertos de la gira Weak On The Rocks.
En 2008 Kano decide buscar nuevo vocalista para un nuevo puñado de canciones y pregunta a Matthias Freund, vocalista del grupo alemán Codec & Flexor, si le apetece venirse a España a trabajar y hacer la nueva gira. Matt dice que sí, viene a Madrid, se instala en casa con Kano y empiezan a trabajar en las nuevas canciones. Paralelamente, David empieza a componer la música en colaboración con Juanjo Reig y este empieza a tocar como segundo guitarrista.
En junio de 2009 sale el segundo trabajo de Cycle, Sleepwalkers, en el sello Pias Spain, por desacuerdos del nuevo cantante con Subterfuge Records.
Comienza una gira que los lleva a tocar de nuevo por todos los festivales y principales ciudades españolas durante dos años.
Es inevitable las comparaciones entre un cantante y otro.
En 2011 sale a la venta Stripped, una selección en acústico de temas de los dos discos de Cycle.
A pesar de ser un sello con catálogo internacional, Pias no hace promoción alguna del disco y viendo la pésima gestión por parte del sello, el grupo decide gestionar la agenda de conciertos independientemente de la discográfica. Cycle abandona Pias.
En 2013 Luke y David se reencuentran en una fiesta y deciden volver a componer juntos. El grupo deja de trabajar con Calderón y vuelve a formación de 4.
Cycle debuta en la Stereoparty de 2014 con 4 temas nuevos.
El 14 de abril de 2015 sale Dance All Over, un álbum con el que la banda se consolida después de diez años en la carretera. El 20 de septiembre sale Saturday Girl Remixes.
Cycle termina la gira Dance All Over después de haber realizado 184 conciertos en España.
El 2 de marzo de 2018 sale el nuevo disco "ELECTRIK" bajo el sello Subterfuge Records y comienza la gira con el mismo nombre en Granada.
En septiembre de 2018 se incorpora Cyntia Lund a la banda en sustitución a La China Patino.
El 10 de noviembre el grupo es galardonado con el Premio Pop Eye por el álbum Electrik.
El 13 de marzo, Cycle recibe el prestigioso premio Min otorgado por crítica y público.
El 5 de abril la banda es nominada como mejor banda en los premios hipanoamericanos Vicious Music Awards.

## Discografía
| Año  | Título                               | Extensión | Discográfica       |
| ---- | ------------------------------------ | --------- | ------------------ |
| 2004 | Perfect Pervert                      | sencillo  | EMI                |
| 2005 | Apple Tree                           | sencillo  | Subterfuge Records |
| 2005 | Weak on the rocks                    | álbum     | Subterfuge Records |
| 2005 | Confusion!!!                         | sencillo  | Subterfuge Records |
| 2005 | Confusion!!! Remixes                 | Ep        | Subterfuge Records |
| 2006 | Weak on the rocks (Edición Especial) | 2CD       | Subterfuge Records |
| 2006 | Mechanical Remixes                   | Ep        | Subterfuge Records |
| 2009 | Sleepwalkers                         | álbum     | Pias Spain         |
| 2011 | Stripped                             | álbum     | Pias Spain         |
| 2015 | Dance all over                       | álbum     | Subterfuge Records |
| 2015 | Saturday girl Remixes                | Ep        | Subterfuge Records |
| 2017 | Three little pigs                    | sencillo  | Subterfuge Records |
| 2018 | Wicked                               | sencillo  | Subterfuge Records |
| 2018 | 100 Vidas                            | sencillo  | Subterfuge Records |
| 2018 | ELECTRIK                             | álbum     | Subterfuge Records |